# Diego Fagúndez
Diego Fagúndez (* 14. Februar 1995 in Montevideo) ist ein uruguayischer Fußballspieler, welche aktuell bei LA Galaxy unter Vertrag steht. 

## Karriere

### Verein
Fagúndez wechselte 2009 zu dem MLS-Franchise New England Revolution und spielte dort zwischen 2011 und 2021 für die 1. Mannschaft. Im Januar 2021 zog er ligaintern weiter zum Austin FC, welcher in der Saison 2021 erstmals in der MLS spielte. Im August 2023 wechselte er im Tausch mit Memo Rodríguez zu LA Galaxy.

### Nationalmannschaft
Zwischen 2014 und 2015 spielte Fagúndez für die U20-Auswahlmannschaft von Uruguay und gehörte auch dem Aufgebot für die U-20-Südamerikameisterschaft 2015 in Uruguay an.